# Петроній Пробіан
Петроній Пробіан (*Petronius Probianus, д/н — після 331) — державний діяч Римської імперії.

## Життєпис
Походив з роду Публіліїв. Син Луція Публілія Петронія Волузіана, консула-суфекта, і Аннії(доньки Гая Аннія Анулліна, консула 295 року). Брат Петронія Анніана, консула 314 року. Про молоді роки обмаль відомостей. У 315—316 роках був проконсулом Африки. У 321 році згідно однієї з конституцій з Кодексу Феодосія, датованої 27 лютого 321 року, був префектом Сходу.
У 322 році він був призначений Костянтином I консулом разом з Амніем Аніція Юліаном. Проте римський імператор Ліциній I не визнав цього призначення і на сході імперії було оголошено продовження попереднього консулату.
З 8 жовтня 329 року до 12 квітня 331 року обіймав посаду міського префекта Риму. Подальша доля невідома.

## Творчість
Мав літературний хист, складав вірші, які відзначали його сучасники. Проте жодного твору не зберіглося.

## Родина
- Петроній Пробін, консул 341 року
- Фальтонія Проба, дружина Клодія Цельсіна Адельфа